# 越桔柳
越桔柳（学名：Salix myrtilloides）为杨柳科柳属的植物。分布于欧洲、俄罗斯以及中国大陆的吉林、辽宁、黑龙江等地，生长于海拔300米至500米的地区，多生长在林区沼泽化草甸内成丛生长，目前尚未由人工引种栽培。

## 异名
- Salix myrtilloides L. X S. starkeana
- Salix myrtilloides L. var. mandshurica Nakai